# USS New Orleans (CA-32)
USS New Orleans (CA-32) (trước là CL-32) là một tàu tuần dương hạng nặng của Hải quân Hoa Kỳ, là chiếc dẫn đầu trong lớp của nó. Tên của nó được đặt theo thành phố New Orleans thuộc tiểu bang Louisiana. New Orleans tham gia hầu hết các chiến dịch chủ yếu tại Mặt trận Thái Bình Dương trong Chiến tranh Thế giới thứ hai, bị hư hại nặng trong trận Tassafaronga, nhưng đã sống sót qua cuộc chiến và được tặng thưởng 17 Ngôi sao Chiến đấu. Sau chiến tranh nó được cho ngừng hoạt động vào năm 1947 và tháo dỡ vào năm 1959.

## Thiết kế và chế tạo
Lớp New Orleans đại diện cho những chiếc "Tàu tuần dương Hiệp ước" cuối cùng, được chế tạo theo những tiêu chuẩn và giới hạn của Hiệp ước Hải quân Washington. Thoạt tiên, USS Astoria (CA-34) mới là chiếc dẫn đầu của lớp vì được đặt lườn trước, nhưng Astoria lại được nhận số ký hiệu lườn lớn hơn so với New Orleans vì được hạ thủy trễ hơn. Lớp tàu 'Astoria này được đổi tên thành lớp New Orleans sau khi Astoria bị đánh chìm trong trận chiến đảo Savo vào năm 1942. Hơn nữa, ngay sau Chiến dịch Guadalcanal, những chiếc còn lại trong lớp trải qua một đợt đại tu lớn nhằm tinh giản cho nhẹ cấu trúc thượng tầng vốn bị làm nặng thêm do việc bổ sung các hệ thống điện tử và radar mới cùng thêm nhiều vũ khí phòng không do những tiến bộ kỹ thuật. Vì vậy những con tàu này có kiểu dáng hoàn toàn mới, đáng kể là ở khu vực cầu tàu, nên được biết đến dưới tên gọi lớp New Orleans.
New Orleans được đặt lườn vào ngày 14 tháng 3 năm 1931 tại Xưởng hải quân New York. Nó được hạ thủy vào ngày 12 tháng 4 năm 1933, được đỡ đầu bởi Cora S. Jahncke, con gái Trợ lý Bộ trưởng Hải quân; và được đưa ra hoạt động vào ngày 15 tháng 2 năm 1934 dưới quyền chỉ huy của Thuyền trưởng, Đại tá Hải quân Allen B. Reed.

## Lịch sử hoạt động

### Những năm giữa hai cuộc thế chiến
New Orleans thực hiện chuyến đi chạy thử máy đến Bắc Âu trong tháng 5 và tháng 6 năm 1934, và quay trở về New York vào ngày 28 tháng 6. Đến ngày 5 tháng 7, nó lên đường để gặp gỡ tàu tuần dương Houston, có Tổng thống Franklin Delano Roosevelt trên tàu, thực hiện chuyến đi đến khu vực kênh đào Panama và một cuộc tập trận cùng với chiếc khinh khí cầu Macon (ZRS-5) và máy bay của nó tại vùng biển ngoài khơi California. Chiếc tàu tuần dương kết thúc chuyến đi tại Astoria, Oregon vào ngày 2 tháng 8, và New Orleans một lần nữa lên đường hướng đến Panama và Cuba.
New Orleans tiến hành tập trận ngoài khơi New England cho đến năm 1935, và đã ghé thăm thành phố New Orleans mà nó được đặt tên trên đường đi sang khu vực Đông Thái Bình Dương gia nhập Hải đội Tuần dương 6, và hoạt động cùng đơn vị này trong hơn một năm. Nó quay trở lại New York từ ngày 20 tháng 8 đến ngày 7 tháng 12 năm 1936, rồi một lần nữa được bố trí hoạt động tại Thái Bình Dương từ đầu năm 1937. Ngoài một đợt huấn luyện mùa Đông tại khu vực biển Caribbe vào đầu năm 1939, nó phục vụ tại các cảng của California cho đến khi được chuyển đến khu vực quần đảo Hawaii vào ngày 12 tháng 12 năm 1939, tiến hành tập trận, huấn luyện và tuần tra cảnh giới khi chiến tranh đang đến gần.

### Mở màn Chiến tranh Thế giới thứ hai
Thả neo tại Trân Châu Cảng vào ngày 7 tháng 12 năm 1941, New Orleans nhận nguồn điện năng và thắp sáng cung cấp từ bến tàu trong khi các động cơ của nó được sửa chữa. Cùng với việc nguồn điện năng từ bến tàu bị cắt vào lúc xảy ra cuộc tấn công, các kỹ sư trên New Orleans đã nỗ lực hoạt động để khởi động nồi hơi bằng ánh sáng của đèn pin, trong khi trên sàn tàu pháo thủ kháng cự lại những kẻ tấn công Nhật Bản bằng súng trường và súng lục. Các khẩu đội pháo buộc phải phá các ổ khóa của hòm chứa các cơ số đạn vì không tìm thấy chìa khóa, và vì bị mất điện cung cấp từ bến tàu, các khẩu pháo phòng không 127 mm (5 inch)/25 caliber phải được ngắm và bắn thủ công. Sàn tàu vương đầy vỏ đạn và mảnh bom, thang nâng không hoạt động nên không thể tiếp đạn cho các khẩu đội, các quả đạn nặng 24,5 kg (54 lb) phải được buộc dây kéo lên từ hầm đạn. Mỗi người không mắc vào một nhiệm vụ cụ thể vào lúc đó đã xếp hàng tạo thành một dây chuyền tiếp đạn cho các khẩu pháo. Một số thành viên thủy thủ đoàn đã bị thương khi một quả bom miểng phát nổ cạnh con tàu. New Orleans chỉ bị hư hại nhẹ trong cuộc tấn công.
Không thể hoàn thành toàn bộ việc đại tu các động cơ tại Trân Châu Cảng, chiếc tàu tuần dương đã tham gia vận chuyển binh lính đến Palmyra và đảo san hô Johnston trong khi chỉ có ba trong số bốn turbine của nó hoạt động; sau đó nó quay về San Francisco vào ngày 13 tháng 1 năm 1942 để sửa chữa động cơ cũng như trang bị radar dò tìm mới và bổ sung pháo phòng không 20 mm. Nó khởi hành vào ngày 12 tháng 2, chỉ huy nhóm hộ tống một đoàn tàu vận tải chuyển binh lính đến Brisbane; và từ Australia hộ tống một đoàn tàu vận tải khác đến Nouméa trước khi quay trở về Trân Châu Cảng để gia nhập Lực lượng Đặc nhiệm 11.

### Trận chiến biển Coral
Lực lượng Đặc nhiệm 11 lên đường vào ngày 15 tháng 4 gia nhập cùng lực lượng đặc nhiệm tàu sân bay Yorktown về phía Tây Nam New Hebrides. Đây chính là lực lượng phối hợp, cùng với một lực lượng tàu tuần dương-tàu khu trục, đã giành thắng lợi trong Trận chiến biển Coral vào ngày 7-8 tháng 5, đẩy lùi một đòn tấn công của quân Nhật về phía Nam đe dọa con đường hàng hải tiếp liệu sống còn của Australia và New Zealand. Cuộc đối đầu lớn lao giữa hai lực lượng tàu sân bay đối địch cũng đã phải trả giá, khi tàu sân bay Lexington bị đánh hỏng nặng đến mức phải bỏ lại, và New Orleans đã tiến đến sát con tàu đang bốc cháy, bất chấp mối nguy hiểm từ mảnh vụn bắn tung tóe và bom đạn đang phát nổ để tiếp cứu những người bị thương và vớt những người sống sót. 580 thành viên thủy thủ đoàn của Lexington đã được chiếc tàu tuần dương đưa về Nouméa. New Orleans sau đó tuần tra phía Đông quần đảo Solomon cho đến khi quay trở về Trân Châu Cảng để tiếp liệu.

### Trận Midway
New Orleans lên đường vào ngày 28 tháng 5 hộ tống cho tàu sân bay Enterprise để đối đầu cùng lực lượng Nhật Bản trong trận Midway. Nó gặp gỡ lực lượng đặc nhiệm của tàu sân bay Yorktown vào ngày 2 tháng 6, và hai ngày sau đã tham gia trận chiến. Ba trong số bốn tàu sân bay Nhật Bản bị đánh chìm bởi những đợt tấn công của máy bay ném bom-ngư lôi, chiếc thứ tư cũng nối gót sau đó, nhưng sau khi máy bay của chính nó gây hư hại cho chiếc Yorktown nặng đến mức phải bị bỏ. Một cựu binh từng tham gia ngăn chặn sự bành trướng của quân Nhật về phía Nam, New Orleans đã góp phần đáng kể trong việc bảo vệ các tàu sân bay trong chiến thắng vĩ đại này, đánh lui nỗ lực mở rộng về phía Đông của quân Nhật và làm thiệt hại đáng kể không lực hải quân đối phương trong một trận chiến quyết định.

### Trận chiến Đông Solomon
Một lần nữa New Orleans được tiếp liệu tại Trân Châu Cảng trước khi lên đường vào ngày 7 tháng 7 đến điểm hẹn ngoài khơi Fiji chuẩn bị cho cuộc tấn công quần đảo Solomon, trong đó nó đã hộ tống chiếc tàu sân bay Saratoga. Đánh trả lại các cuộc không kích ác liệt của đối phương trong ngày 24–25 tháng 8, New Orleans đã giúp đỡ cho lực lượng Thủy quân Lục chiến giữ vững thế đứng trên đảo Guadalcanal, trong khi một nỗ lực đổ bộ lực lượng Nhật Bản phản công bị đẩy lùi trong trận chiến Đông Solomon. Vào lúc này, New Orleans đã ở lại khu vực biển Coral tròn hai tháng và bắt đầu thiếu hụt thực phẩm. Thủy thủ đoàn chỉ được nhận phân nữa khẩu phần ăn, và đồ hộp trở thành thức ăn chính trong mọi bữa ăn sau khi họ hoàn toàn hết gạo. Khi chiếc Saratoga bị trúng ngư lôi vào ngày 31 tháng 8, New Orleans đã bảo vệ cho nó trong chuyến đi quay trở về Trân Châu Cảng, và đã đến nơi vào ngày 21 tháng 9.

### Trận Tassafaronga
Cùng với chiếc tàu sân bay đã được sửa chữa, New Orleans khởi hành đi Fiji vào đầu tháng 11, rồi tiếp tục hướng đến Espiritu Santo để tiếp tục các hoạt động tại khu vực quần đảo Solomon, và đến nơi vào ngày 27 tháng 11. Cùng với bốn tàu tuần dương khác và sáu tàu khu trục, nó đã tham gia chiến đấu trong trận Tassafaronga vào đêm 30 tháng 11, đối đầu cùng một lực lượng tàu khu trục- tàu vận chuyển Nhật Bản. Khi soái hạm Minneapolis bị đánh trúng hai quả ngư lôi, New Orleans đang đi ngay phía sau đuôi đã buộc phải chệch tránh ra xa để tránh sự va chạm, và đã đi đúng vào đường đi của một quả ngư lôi. Quả đạn đã đánh trúng vào phần mũi con tàu trước hầm đạn phía trước và thùng nhiên liệu, làm vỡ ra một mảng mũi tàu dài 45 m (150 ft) ngay phía trước tháp pháo số 2. Mũi tàu bị hư hại, kể cả tháp pháo số 1, bẻ quặt qua mạn trái con tàu làm thủng nhiều lỗ trên suốt lườn tàu của chiếc New Orleans cũng như làm hư hại trục chân vịt bên trong mạn trái trước khi chìm xuống biển ở phần đuôi tàu.
Bị mất một-phần-tư chiều dài con tàu, tốc độ giảm còn 2 kn (3,7 km/h), và phần phía trước con tàu bốc cháy dữ dội, chiếc tàu tuần dương phải chống chọi để sống sót. Những hoạt động cá nhân anh dũng và quên mình cùng với sự thành thạo của thủy thủ đoàn đã giữ cho nó tiếp tục nổi, và đi vào được cảng Tulagi bằng chính động lực của mình vào lúc gần tảng sáng ngày 1 tháng 12. Sau khi ngụy trang con tàu của họ để tránh các cuộc không kích tiếp theo, thủy thủ đoàn đã thực hiiện một mũi tàu kết lại bằng thân cây dừa và khẩn trương sửa chữa các hư hại. Mười một ngày sau, New Orleans lên đường để tiến hành sửa chữa chân vịt bị hư hại cùng các hư hỏng khác trong chiến đấu, kể cả một mũi tàu giả tại xưởng đóng tàu đảo Cockatoo ở Sydney, Australia, đến nơi vào ngày 24 tháng 12. Vào ngày 7 tháng 3 năm 1943, nó lên đường hướng về xưởng hải quân Puget Sound, nơi một mũi tàu hoàn toàn mới được trang bị, với điểm thú vị là nó tái sử dụng tháp pháo số 2 của chiếc Minneapolis; mọi hư hỏng trong chiến đấu khác được sửa chữa cũng như được đại tu và tái trang bị. Mặc dù là một thắng lợi về mặt chiến thuật cho phía Nhật Bản, trận Tassafaronga sau cùng lại là một chiến thắng chiến lược cho phía Hoa Kỳ vì đó là nỗ lực tăng viện lớn cuối cùng mà Nhật Bản tìm cách tiếp liệu và tăng cường cho lực lượng của họ trên đảo Guadalcanal.

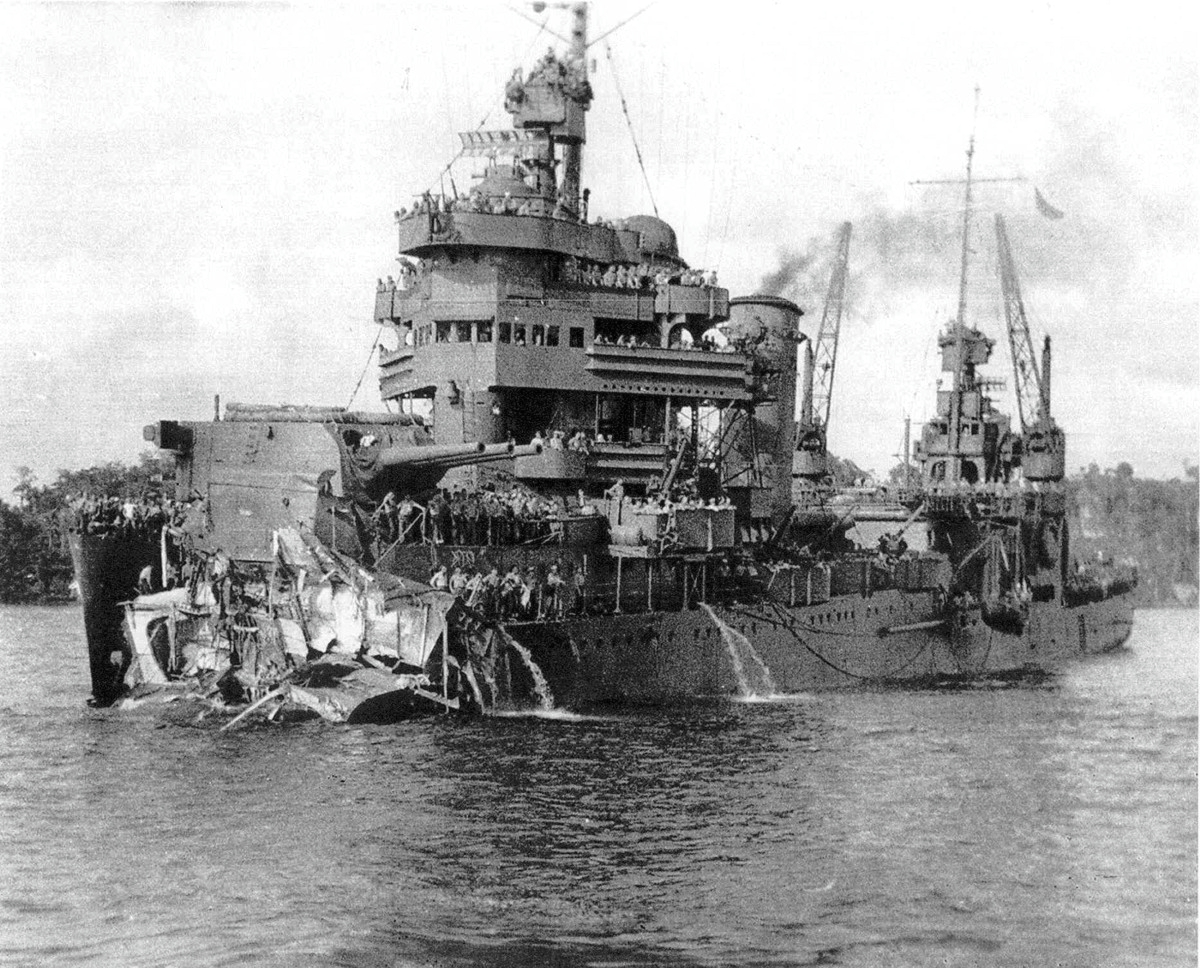
New Orleans bị hư hại bởi ngư lôi trong cảng Tulagi ngày 1 tháng 12 năm 1942 sau trận Tassafaronga.
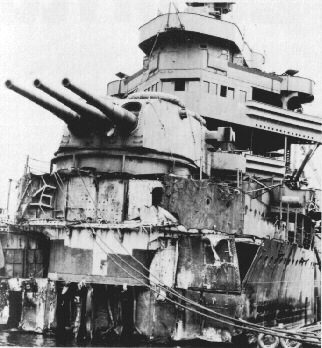
Hư hại cho chiếc New Orleans khi mọi thứ phía trước tháp pháo số 2 đều bị mất sau khi một quả ngư lôi duy nhất đánh trúng đã làm phát nổ hầm đạn phía trước.
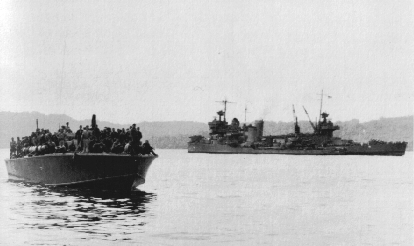
New Orleans sau trận Tassafaronga gần Tulagi vào ngày 1 tháng 12 năm 1942. Chiếc PT boat phía trước mang những người sống sót từ chiếc Northampton.
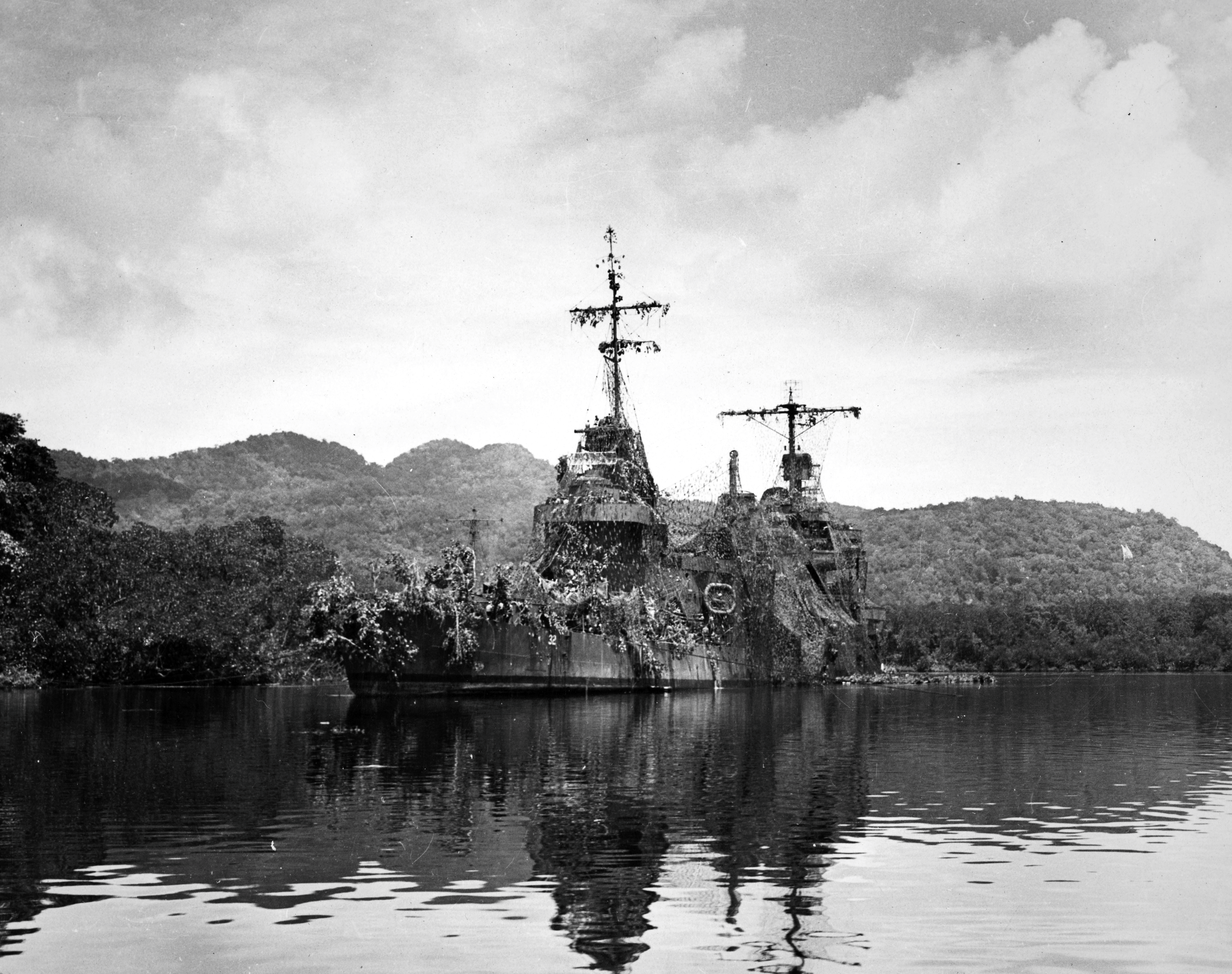
New Orleans dưới một lưới ngụy trang đang được sửa chữa tại Tulagi.
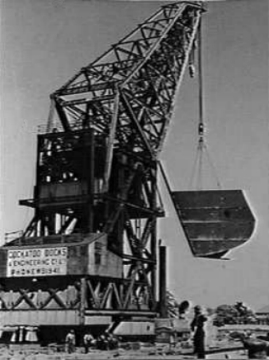
:Cần cẩu nổi Titan đang nhấc một mũi tàu tạm thời để hàn cho New Orleans tại Xưởng đóng tàu đảo Cockatoo.
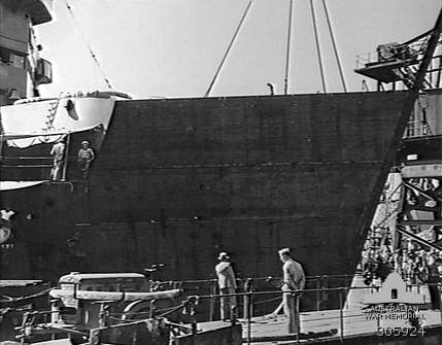
Một mũi tàu giả được trang bị cho New Orleans.
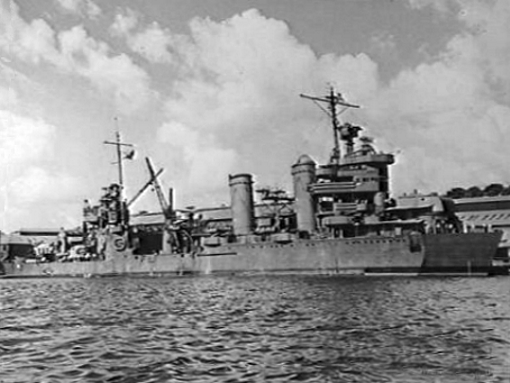
Mũi tàu tạm thời được trang bị cho New Orleans cho phép nó quay trở về Hoa Kỳ để sửa chữa triệt để. Các khẩu pháo 8 in (200 mm) đã được tháo dỡ khỏi tháp pháo số 2.

### 1943

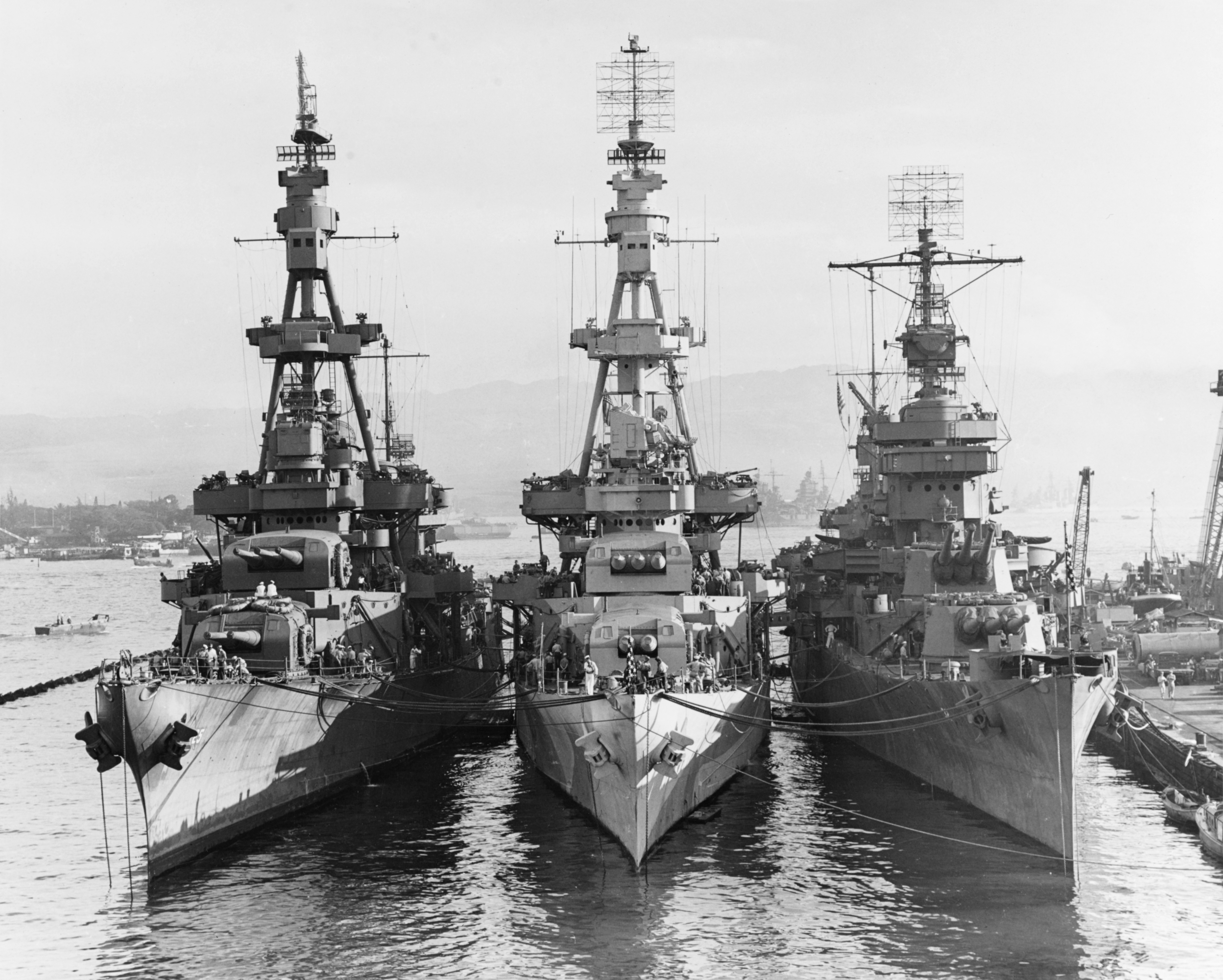
Từ trái sang phải: các tàu tuần dương Salt Lake City, Pensacola và New Orleans tại Trân Châu Cảng, năm 1943

Quay trở về Trân Châu Cảng vào ngày 31 tháng 8 để tiến hành huấn luyện chiến đấu, sau đó New Orleans gia nhập một lực lượng tàu tuần dương-tàu khu trục để bắn phá đảo Wake vào ngày 5–6 tháng 10, và đánh trả một đợt tấn công bằng máy bay ném bom-ngư lôi. Chuyến khởi hành từ Trân Châu Cảng tiếp theo diễn ra vào ngày 10 tháng 11 khi nó lên đường tiến hành bắn phá chính xác xuống quần đảo Gilbert vào ngày 20 tháng 11, rồi bảo vệ các tàu sân bay tấn công khu vực phía Đông Quần đảo Marshall vào ngày 4 tháng 12. Trong các đợt không kích diễn ra trong ngày hôm đó, chiếc tàu sân bay mới Lexington, mà tên được đặt tiếp nối theo chiếc tàu sân bay đã bị đánh chìm được New Orleans tiếp cứu tại vùng biển Coral, bị đánh trúng ngư lôi, và New Orleans đã bảo vệ cho cuộc rút lui của nó về Trân Châu Cảng để sửa chữa, đến nơi vào ngày 9 tháng 12.

### 1944
Từ ngày 29 tháng 1 năm 1944, New Orleans bắn pháo xuống các mục tiêu đối phương trên quần đảo Marshall, nhắm vào các căn cứ không quan và tàu bè trong khi Hải quân chiếm lấy Kwajalein. Nó được tiếp nhiên liệu tại Majuro, rồi lại khởi hành vào ngày 11 tháng 2 gia nhập lực lượng tàu sân bay nhanh thực hiện không kích xuống Truk, căn cứ chủ lực của Nhật Bản tại quần đảo Carolines vào các ngày 17–18 tháng 2. Trong khi cuộc không kích diễn ra, New Orleans cùng các tàu chiến khác đi vòng quanh đảo san hô săn đuổi các tàu bè đối phương đang tìm cách chạy thoát; hỏa lực pháo phối hợp của lực lượng đặc nhiệm đã đánh chìm một tàu ttuần dương hạng nhẹ, một tàu khu trục, một tàu đánh cá và một tàu săn tàu ngầm. Lực lượng lại lên đường tiếp tục tấn công Mariana trước khi quay trở về Majuro và Trân Châu Cảng.
Các tàu sân bay dưới sự hộ tống của New Orleans một lần nữa tiêu diệt các mục tiêu đối phương tại quần đảo Caroline vào cuối tháng 3 vào tháng 4, rồi di chuyển về phía Nam hỗ trợ cho các cuộc đổ bộ lực lượng Đồng Minh xuống Hollandia (ngày nay là Jayapura) thuộc New Guinea. Tại đây vào ngày 22 tháng 4, một máy bay bị mất kiểm soát xuất phát từ tàu sân bay Yorktown đã va trúng cột ăn-ten chính của New Orleans và các khẩu đội pháo trước khi rơi xuống biển. Con tàu bị bắn nước tung tóe khi chiếc máy bay nổ tung lúc chạm nước, khiến một người thiệt mạng và một người bị thương nặng, nhưng New Orleans tiếp tục ở lại vị trí chiến đấu, tuần tra và bảo vệ phòng không ngoài khơi New Guinea, rồi lại tham gia các đợt không kích xuống Truk và Satawan, nơi nó tiến hành nả pháo vào ngày 30 tháng 4. Chiếc tàu tuần dương quay trở về Majuro vào ngày 4 tháng 5.
Công việc chuẩn bị được thực hiện tại quần đảo Marshall cho cuộc đổ bộ lêm quần đảo Mariana, và New Orleans khởi hành từ Kwajalein vào ngày 10 tháng 6. Nó tiến hành bắn pháo xuống Saipan trong các ngày 15-16 tháng 6, rồi gia gia lực lượng hộ tống cho các tàu sân bay khi chúng chuẩn bị cho cuộc đối đầu với Hạm đội Lưu động Nhật Bản trong trận chiến biển Philippine. Trong trận chiến lớn cuối cùng giữa các tàu sân bay mà Nhật Bản còn có thể tổ chức, máy bay và tàu ngầm Hoa Kỳ đã đánh chìm ba tàu sân bay và tiêu diệt gần hết số máy bay đối phương, tổng số 395 chiếc. Số ít ỏi máy bay vượt qua được hàng rào tuần tra chiến đấu trên không đến được các tàu sân bay Mỹ đã bị New Orleans và các tàu hộ tống khác bắn rơi. Chiến dịch đổ bộ lên Mariana vẫn được tiếp tục, và không lực hải quân Nhật trên tàu sân bay hầu như không còn tồn tại sau chiến thắng lớn ngày 19-20 tháng 6 này.
New Orleans thực hiện việc tuần tra và bắn phá tại Saipan và Tinian cho đến tháng 8, quay trở về Eniwetok vào ngày 13 tháng 8, rồi lại lên đường vào ngày 28 tháng 8 tham gia cuộc không kích bằng tàu sân bay xuống Bonins, bắn phá Iwo Jima vào ngày 1–2 tháng 9, và hướng dẫn việc hỗ trợ trên không cho các cuộc đổ bộ lên Palaus. Sau khi được tiếp tế tại đảo Manus, lực lượng đặc nhiệm đã tấn công Okinawa, Đài Loan và phía Bắc đảo Luzon, tiêu diệt lực lượng không quân đặt căn cứ trên đất liền thủ tiêu mối đe dọa cho cuộc đổ bộ lên Leyte vào ngày 20 tháng 10. Các tàu sân bay tiếp tục tung ra các đợt không kích, hỗ trợ cho lực lượng trên bờ trong khi chuẩn bị đối phó với hạm đội Nhật Bản, vốn đã huy động mọi lực lượng tàu nổi sẵn có trong một nỗ lực to lớn nhằm ngăn cản cuộc đổ bộ lên Philippines. New Orleans bảo vệ các tàu sân bay khi chúng tham gia Trận chiến vịnh Leyte vĩ đại, trước tiên nhắm vào lực lượng trung tâm trong biển Sibuyan, rồi tiếp tục tiêu diệt các tàu sân bay thuộc lực lượng nhữ mồi phía Bắc trong trận chiến mũi Engaño, và sau cùng hối hả quay về phía Nam nhằm tiếp cứu các tàu sân bay hộ tống anh hùng đã chống chọi lại một lực lượng tàu nổi Nhật Bản hùng mạnh gầm nhiều thiết giáp hạm và tàu tuần dương trong trận chiến ngpài khơi Samar.
Sau khi được tiếp liệu tại Ulithi, New Orleans hộ tống các tàu sân bay trong các đợt không kích suốt khắp khu vực Philippines chuẩn bị cho cuộc đổ bộ lên Mindoro, rồi đến cuối tháng 12 lên đường quay trở về Xưởng hải quân Mare Island để đại tu.

### 1945
Sau khi hoàn tất việc đại tu cùng một đợt huấn luyện tại Hawaii. New Orleans đi đến Ulithi vào ngày 18 tháng 4 năm 1945, và hai ngày sau lại lên đường cho một chiến dịch bắn pháo hỗ trợ trực tiếp lên Okinawa, đến nơi vào ngày 23 tháng 4. Tại đây, nó đấu pháo với các khẩu đội phòng thủ duyên hải đối phương cũng như bắn phá trực tiếp vào tuyến phòng thủ đối phương hỗ trợ cho lực lượng tấn công trên bờ. Sau gần hai tháng trực chiến liên tục, chiếc tàu tuần dương được cho tiếp liệu và sửa chữa tại Philippines, và nó đang ở lại Căn cứ Hải quân vịnh Subic khi chiến tranh kết thúc.

### Sau chiến tranh
New Orleans khởi hành vào ngày 28 tháng 8 cùng một lực lượng tàu tuần dương-tàu khu trục đến các cảng Trung Quốc và Triều Tiên. Nó hỗ trợ cho việc chiếm giữ các tàu bè Nhật Bản tại Thanh Đảo, triệt thoái các tù binh chiến tranh Đồng Minh được giải thoát, và đổ bộ lực lượng chiếm đóng lên Triều Tiên và Trung Quốc. Từ cửa sông Bắc Kinh, chiếc tàu tuần dương khởi hành vào ngày 17 tháng 11 đưa các cựu chiến binh quay trở về nhà, và sau khi có thêm nhiều hành khách quân nhân lên tàu tại Sasebo, tất cả được đưa về đến San Francisco vào ngày 8 tháng 12. Sau một chuyến đi hồi hương tương tự thuộc chiến dịch Magic Carpet đến Guam vào tháng 1 năm 1946, nó đi qua kênh đào Panama cho một chuyến viếng thăm thành phố nó mang tên kéo dài 10 ngày, rồi đi đến xưởng hải quân Philadelphia vào ngày 12 tháng 3. Tại đây, nó được cho ngừng hoạt động vào ngày 10 tháng 2 năm 1947, và ở lại lực lượng dự bị cho đến khi được rút khỏi danh sách Đăng bạ Hải quân vào ngày 1 tháng 3 năm 1959. New Orleans bị bán vào ngày 22 tháng 9 cho hãng Boston Metals Company tại Baltimore, Maryland để tháo dỡ.

## Phần thưởng
New Orleans được tặng thưởng 17 Ngôi sao Chiến đấu vì thành tích phục vụ trong Chiến tranh Thế giới thứ hai,  khiến nó trở thành một trong những tàu chiến được tưởng thưởng nhiều nhất trong cuộc chiến này. Các vinh dự khác còn bao gồm 5 Huân chương Chữ thập Hải quân, 10 Ngôi sao Bạc, 1 Ngôi sao Đồng, 1 Huân chương Không lực và 206 Trái tim Tím được trao tặng cho các thành viên thủy thủ đoàn.
|                                                                     |             |  |
|                                                                     | Bronze star |  |
| Silver star · Silver star · Silver star · Bronze star · Bronze star |             |  |

| Dãi băng Hoạt động Tác chiến                                             |                                                               |                                         |
| Huân chương Phục vụ Trung Hoa                                            | Huân chương Phục vụ Phòng vệ Hoa Kỳ với 1 Ngôi sao Chiến trận | Huân chương Chiến dịch Hoa Kỳ           |
| Huân chương Chiến dịch Châu Á-Thái Bình Dương với 17 Ngôi sao Chiến trận | Huân chương Chiến thắng Thế Chiến II                          | Huân chương Phục vụ Chiếm đóng Hải quân |

## Di sản
Một tàu khu trục và bốn tàu khu trục hộ tống đã được đặt tên theo các thủy thủ trên USS New Orleans đã thiệt mạng trong trận Tassafaronga: USS Rogers (DD-876), USS Hayter (DE-212), USS Foreman (DE-633), USS Swenning (DE-394) và USS Haines (DE-792/APD-84).
Bài hát nổi tiếng "Praise the Lord and Pass the Ammunition" do Frank Loesser viết đã lấy cảm hứng từ những lời tâm huyết do Tuyên úy Howell M. Forgy trên chiếc New Orleans thốt ra trong cuộc Tấn công Trân Châu Cảng vào ngày 7 tháng 12 năm 1941.
Khi New Orleans bị bán để tháo dỡ, chỉ có một ít hiện vật được giữ lại. Một số đang được trưng bày tại Đài tưởng niệm Cựu chiến binh USS Kidd & Louisiana ở Baton Rouge, Louisiana, bao gồm chiếc chuông, mô hình con tàu của xưởng đóng tàu cùng những ký ức trong buổi lễ hạ thủy. Một số hiện vật khác trưng bày tại Bảo tàng Hải quân và Hàng hải Patriots Point ở Charleston Harbor, Nam Carolina và Đài tưởng niệm Thủy quân Lục chiến Hải quân ở Annapolis, Maryland. Một tấm biển được hiệp hội New Orleans Reunion Association tặng cho Bảo tàng Nimitz Lưu trữ ngày 2 tháng 2 năm 2007 tại Wayback Machine ở Fredericksburg, Texas. Một đài tưởng niệm New Orleans được xây dựng trên New Orleans Walk of Fame bên ngoài Khách sạn Hilton tại trung tâm thành phố New Orleans.